# 崔孝暐
崔 孝暐（さい こうい、生没年不詳）は、北魏の官僚。『魏書』は名を孝暐とし、『北史』は名を孝偉とする。字は敬業。本貫は博陵郡安平県。

## 経歴
崔挺の子として生まれた。若くして長者の風があったと評される。彭城王元勰が定州刺史となると、孝暐は召されて主簿となった。冀州安東府外兵参軍を初任とし、員外散騎侍郎・寧朔将軍・員外散騎常侍を歴任した。528年（武泰初年）、南方の少数民族の首長の李洪が諸族を率いて反乱を起こすと、孝暐は持節を受けて別将となり、都督の李神軌の麾下で反乱の鎮圧にあたった。河陰の変で爾朱栄が朝士の多くを殺害すると、孝暐は弟の崔孝直とともに一家を率いて定陶に避難した。孝荘帝の初年、召されて通直散騎常侍となり、征虜将軍の号を加えられた。まもなく趙郡太守に任じられた。葛栄の乱の後、趙郡では民衆や家畜が離散し、農業生産は激減し、児童売買が横行する惨状にあった。孝暐は流民の定住をうながし、農業や畜産の再建を助け、学校の設立をおこなうなどの施策につとめた。趙郡で死去した。享年は49。通直散騎常侍・平東将軍・瀛州刺史の位を追贈された。諡は簡といった。さらに安北将軍・定州刺史の位を贈られた。
子に崔昂があった。

## 伝記資料
- 『魏書』巻57 列伝第45
- 『北史』巻32 列伝第20